# Максаки (Верхошижемський район)
Максаки́ (рос. Максаки) — присілок у складі Верхошижемського району Кіровської області, Росія. Входить до складу М'якішинського сільського поселення.
Населення становить 32 особи (2010, 44 у 2002).
Національний склад станом на 2002 рік — росіяни 100 %.